# 津山北バスストップ

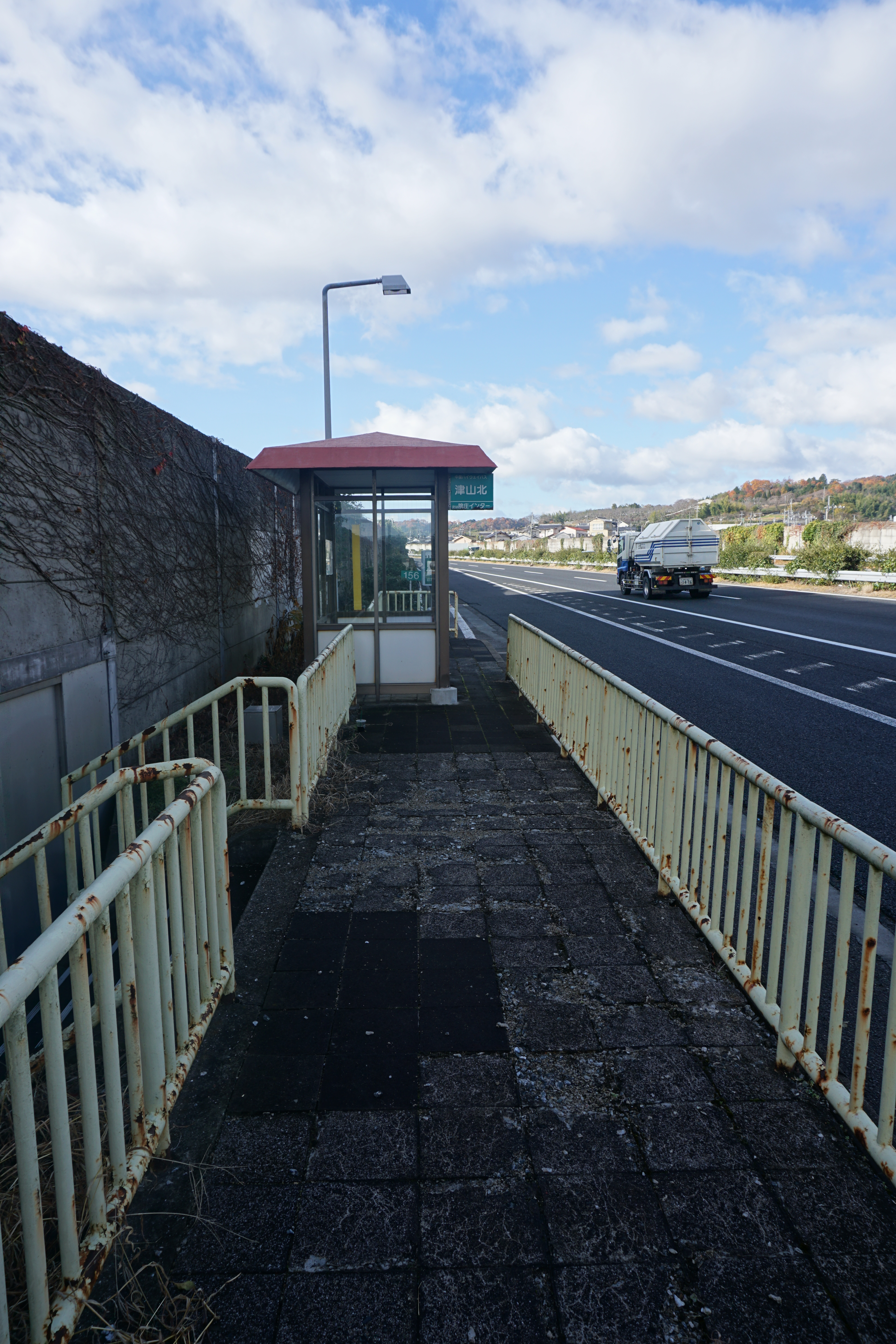
津山北バスストップ

津山北バスストップ（つやまきたバスストップ）は、岡山県津山市小原の中国自動車道上にあるバス停。

## 停車する路線
| のりば | 愛称                | 会社名                           | 行先                                                   | 備考     |
| ------ | ------------------- | -------------------------------- | ------------------------------------------------------ | -------- |
| 上り線 | 大阪 - 新見・三次線 | 阪急バス・阪急観光バス・備北バス | 大阪（新大阪駅・梅田（阪急三番街高速バスターミナル）） |          |
| 下り線 | 降車専用            | 降車専用                         | 降車専用                                               | 降車専用 |

## かつて停車していた路線
- 鳥取エクスプレス（日本交通・下津井電鉄）
  - 鳥取 - 津山・岡山
- 大阪 - 湯原温泉線（阪急バス・中鉄北部バス）
- いわみエクスプレス（JRバス中国）
  - 新木場駅・東京駅・新宿駅 - 浜田駅・津和野駅

## 周辺
- 美作大学
- マルイノースランド店

## 隣
E2A 中国自動車道
(13)津山IC/BS - (BS)津山北BS - (PA)二宮PA - (14)院庄IC/BS

## バス停へのアクセス
- 津山広域バスセンター（津山駅前）から中鉄北部バス高田循環線・スポーツセンター・東一宮車庫行に乗車、「小原東」で下車後徒歩約5分
- 津山広域バスセンター（津山駅前）から中鉄美作バス西田辺・上横野行に乗車、「下小原」で下車後徒歩約5分

## 位置情報
- 北緯35度04分43秒 東経134度00分04秒 / 北緯35.07861度 東経134.00111度
- 津山西部(高梁) - 地理院地図
- 津山北バスストップ - Google マップ